# ولکووییا
ولکووییا (به صربی: Vlkovija) یک منطقهٔ مسکونی در صربستان است که در دیمیتروگراد واقع شده‌است. ولکووییا ۱۷ نفر جمعیت دارد.